# Dentergem
Dentergem is een plaats en gemeente in de Belgische provincie West-Vlaanderen. De gemeente telt ruim 8000 inwoners.

## Kernen
De gemeente bestaat naast Dentergem zelf nog uit de deelgemeenten Markegem, Oeselgem en Wakken. Deze drie dorpen liggen tegen elkaar, ten zuiden van Dentergem, tussen de Mandel en de Leie.
| # | Naam          | Opp. (km²) | Inwoners (2020) | Inwoners per km² | NIS-code |
| - | ------------- | ---------- | --------------- | ---------------- | -------- |
| 1 | Dentergem (I) | 11,84      | 2 645           | 223              | 37002A   |
| 2 | Markegem (II) | 4,31       | 847             | 196              | 37002B   |
| 3 | Oeselgem (IV) | 4,61       | 1 927           | 418              | 37002C   |
| 4 | Wakken (III)  | 5,33       | 3 193           | 599              | 37002D   |

De gemeente Dentergem grenst aan de volgende dorpen en gemeenten:
| - a. Sint-Baafs-Vijve (gemeente Wielsbeke) - b. Oostrozebeke (gemeente Oostrozebeke) - c. Tielt (stad Tielt) - d. Aarsele (stad Tielt) - e. Wontergem (stad Deinze) |

Dentergem, deelgemeenten en buurgemeenten. De gele gebieden zijn bebouwde kernen.

| - f. Gottem (stad Deinze) - g. Olsene (gemeente Zulte) - h. Zulte (gemeente Zulte) |

## Etymologie
De naam van het dorp, voor het eerst vermeld in 1035, is een samentrekking van een persoonsnaam en de -heim (woonplaats) uitgang en heeft een Germaanse oorsprong.

## Geschiedenis
Op het grondgebied van Dentergem werden omstreeks 1900 de overblijfselen van twee paaldorpen aangetroffen. Het oudste dorp werd al vanaf het neolithicum bewoond en tot in de late bronstijd vond er bewoning plaats. In het tweede dorp kwamen in de vroege middeleeuwen een aantal Frankische immigranten te wonen. Vermoedelijk vestigde zich omstreeks de tiende eeuw een heer in Dentergem. Naast de heerlijkheid Dentergem lagen op het grondgebied nog een aantal, soms zeer kleine, heerlijkheden. In 1322 werd het bestaan van een kerk gemeld, in 1353 was voor het eerst sprake van een zelfstandige parochie. Vanaf de 14e eeuw kent Dentergem, naast de landbouw, ook huisnijverheid zoals de linnenweverij. De heerlijkheid was oorspronkelijk waarschijnlijk in handen van de Sint-Pietersabdij te Gent. Later, tot 1535, de familie van der Zype, vervolgens van Lichtervelde en de Gruutere, vanaf 1578 aan Lachals en vanaf 1698 aan de Kerckhove de Denterghem.
De omgeving van Dentergem had te maken met de legering van Franse troepen in 1581, en hetzelfde gebeurde eind 17e eeuw, nu door anti-Franse troepen, tijdens de Negenjarige Oorlog. Tijdens de 18e eeuw keerden betrekkelijke rust en welvaart terug. Vanaf 1789 waren de Zusters van Onze-Lieve-Vrouw van 7 weeën actief in het onderwijs. In 1861 stichtten zij een klooster. In 1888-1889 werd onder meer de Meulebekesteenweg aangelegd, die een betere verbinding met Meulebeke mogelijk maakte. In 1892 kwam er een weverij (Abbeloos) en in 1896 een grote brouwerij (Desplenter).
In 1977 fuseerde Dentergem met Markegem, Wakken en Oeselgem tot een fusiegemeente met zetel in Dentergem.

## Bezienswaardigheden

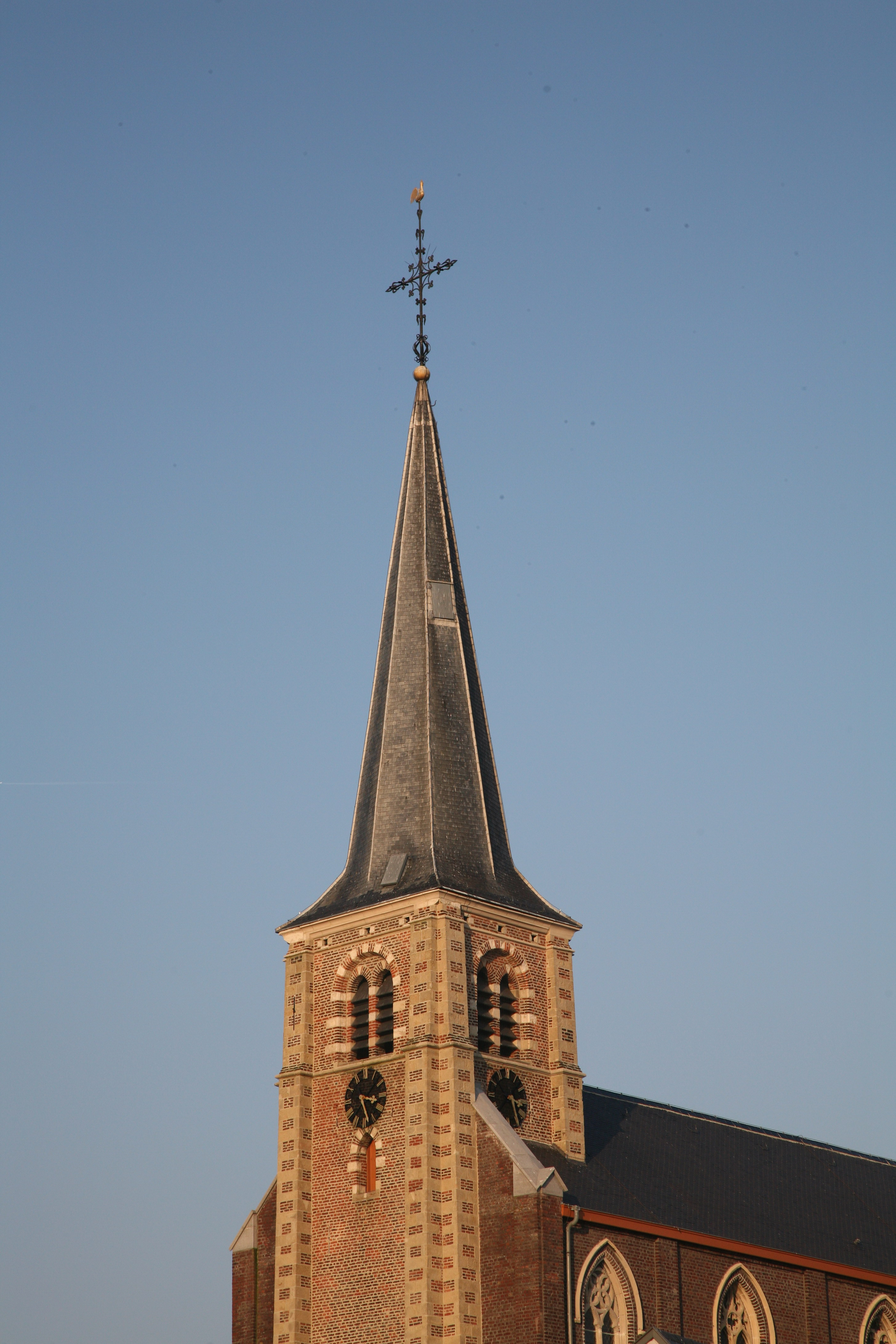
Toren van de kerk van Dentergem

- De neogotische Onze-Lieve-Vrouw en Sint-Stefanuskerk dateert van 1855-56. De oudere toren werd geïntegreerd in de nieuwe kerk van architect Pierre Nicolas Croquison. De 42 vensterramen met neogotisch kroonwerk zijn allemaal verschillend versierd. De kerk en het kerkplein werden gerestaureerd tussen 2006 en 2008.
- Langs de Tieltseweg (richting Poelberg) staat de Annakapel of Koortskapel, toegewijd aan de Heilige Anna.
- Op het kruispunt van de Boerderijstraat en de Papagaaistraat staat de kapel "Onze-Lieve-Vrouw van Altijddurende Bijstand".

## Bierbrouwerij
Brouwerij Riva, in 1896 opgericht als Brouwerij Desplenter, was brouwer van onder meer Dentergems Witbier. De brouwerij nam in 1990 Brouwerij Liefmans over en werd zelf in 2005 omgedoopt tot Liefmans Breweries. Eind 2007 ging ze failliet. Brouwerij Duvel-Moortgat nam wel de merken en de brouwerij in Oudenaarde over, maar niet de brouwerij in Dentergem, die werd gesloten.

## Natuur en landschap
Dentergem ligt in Zandlemig Vlaanderen en wel aan de rand van het Plateau van Tielt. De hoogte bedraagt 12 tot 28 meter. De belangrijkste waterloop is de Oude Mandelbeek, feitelijk een oude loop van de Leie. Een belangrijke beek is de Spiebeek die uitmondt in de Oude Mandel. Natuurgebieden zijn de Meikensbossen en de Gavermeersen. Het Grote Routepad 128 (Vlaanderenroute) doet sinds einde 2007 de Meikensbossen aan.

## Demografie

### Demografische ontwikkeling voor de fusie
- Bronnen:NIS, Opm:1831 tot en met 1970=volkstellingen; 1976 = inwoneraantal op 31 december

### Demografische ontwikkeling van de fusiegemeente
Alle historische gegevens hebben betrekking op de huidige gemeente, inclusief deelgemeenten, zoals ontstaan na de fusie van 1 januari 1977.
- Bronnen:NIS, Opm:1831 tot en met 1981=volkstellingen; 1990 en later= inwonertal op 1 januari

| Inwoners van jaar tot jaar op 1 januari 1992 tot heden | Inwoners van jaar tot jaar op 1 januari 1992 tot heden | Inwoners van jaar tot jaar op 1 januari 1992 tot heden |
| jaar                                                   | Aantal                                                 | Evolutie: 1992=index 100                               |
| ------------------------------------------------------ | ------------------------------------------------------ | ------------------------------------------------------ |
| 1992                                                   | 7.571                                                  | 100,0                                                  |
| 1993                                                   | 7.567                                                  | 99,9                                                   |
| 1994                                                   | 7.619                                                  | 100,6                                                  |
| 1995                                                   | 7.671                                                  | 101,3                                                  |
| 1996                                                   | 7.673                                                  | 101,3                                                  |
| 1997                                                   | 7.676                                                  | 101,4                                                  |
| 1998                                                   | 7.751                                                  | 102,4                                                  |
| 1999                                                   | 7.776                                                  | 102,7                                                  |
| 2000                                                   | 7.868                                                  | 103,9                                                  |
| 2001                                                   | 7.931                                                  | 104,8                                                  |
| 2002                                                   | 7.928                                                  | 104,7                                                  |
| 2003                                                   | 7.966                                                  | 105,2                                                  |
| 2004                                                   | 8.029                                                  | 106,0                                                  |
| 2005                                                   | 8.128                                                  | 107,4                                                  |
| 2006                                                   | 8.188                                                  | 108,1                                                  |
| 2007                                                   | 8.191                                                  | 108,2                                                  |
| 2008                                                   | 8.224                                                  | 108,6                                                  |
| 2009                                                   | 8.241                                                  | 108,8                                                  |
| 2010                                                   | 8.254                                                  | 109,0                                                  |
| 2011                                                   | 8.311                                                  | 109,8                                                  |
| 2012                                                   | 8.339                                                  | 110,1                                                  |
| 2013                                                   | 8.333                                                  | 110,1                                                  |
| 2014                                                   | 8.340                                                  | 110,2                                                  |
| 2015                                                   | 8.371                                                  | 110,6                                                  |
| 2016                                                   | 8.374                                                  | 110,6                                                  |
| 2017                                                   | 8.378                                                  | 110,7                                                  |
| 2018                                                   | 8.484                                                  | 112,1                                                  |
| 2019                                                   | 8.555                                                  | 113,0                                                  |
| 2020                                                   | 8.612                                                  | 113,7                                                  |
| 2021                                                   | 8.644                                                  | 114,2                                                  |
| 2022                                                   | 8.699                                                  | 114,9                                                  |
| 2023                                                   | 8.632                                                  | 114,0                                                  |
| 2024                                                   | 8.722                                                  | 115,2                                                  |
| 2025                                                   | 8.673                                                  | 114,6                                                  |

## Politiek

### Structuur
| Dentergem        | Dentergem        | Supranationaal         | Nationaal                         | Nationaal                         | Gemeenschap               | Gewest                    | Provincie                 | Arrondissement  | Provinciedistrict | Kanton          | Gemeente        |
| ---------------- | ---------------- | ---------------------- | --------------------------------- | --------------------------------- | ------------------------- | ------------------------- | ------------------------- | --------------- | ----------------- | --------------- | --------------- |
| Administratief   | Niveau           | Europese Unie          | België                            | België                            | Vlaanderen                | Vlaanderen                | West-Vlaanderen           | Tielt           | Tielt             | Tielt           | Dentergem       |
| Administratief   | Bestuur          | Europese Commissie     | Belgische regering                | Belgische regering                | Vlaamse regering          | Vlaamse regering          | Deputatie                 | Deputatie       | Deputatie         | Deputatie       | Gemeentebestuur |
| Administratief   | Raad             | Europees Parlement     | Kamer van Volksvertegenwoordigers | Kamer van Volksvertegenwoordigers | Vlaams Parlement          | Vlaams Parlement          | Provincieraad             | Provincieraad   | Provincieraad     | Provincieraad   | Gemeenteraad    |
| Kiesomschrijving | Kiesomschrijving | Nederlands Kiescollege | Kieskring West-Vlaanderen         | Kieskring West-Vlaanderen         | Kieskring West-Vlaanderen | Kieskring West-Vlaanderen | Kieskring West-Vlaanderen | Roeselare-Tielt | Tielt             | Meulebeke       | Dentergem       |
| Verkiezing       | Verkiezing       | Europese               | Federale                          | Federale                          | Vlaamse                   | Vlaamse                   | Provincieraads-           | Provincieraads- | Provincieraads-   | Provincieraads- | Gemeenteraads-  |

### Burgemeesters
Burgemeesters van Dentergem waren:
- 1820-1848 : Jan-Francies Vermeulen
- 1848-1860 : Francies-Xavier Vandenheede
- 1860-1891 : Jozef-August Opsomer
- 1891-1896 : Adolf De Visscher
- 1896-1907 : Camiel Minne
- 1907-1922 : Gustaaf Coucke
- 1922-1942 : Robert De Visscher
  - 1942-1944 : Robert Gekiere (oorlogsburgemeester)
- 1944-1946 : Robert De Visscher
- 1946-1964 : Cyriel Vandecasteele
- 1964-1970 : Noë Nachtergaele
- 1971-1976 : Albert-Leopold Dekeyzer
- 1977-1988 : Daniël Beels
- 1989-... : Koenraad Degroote

### Resultaten gemeenteraadsverkiezingen sinds 1976
| Partij               | Partij                     | 10-10-1976 | 10-10-1976 | 10-10-1982 | 10-10-1982 | 9-10-1988 | 9-10-1988 | 9-10-1994 | 9-10-1994 | 8-10-2000 | 8-10-2000 | 8-10-2006 | 8-10-2006 | 14-10-2012 | 14-10-2012 | 14-10-2018 | 14-10-2018 | 13-10-2024 | 13-10-2024 |
| Stemmen / Zetels     | Stemmen / Zetels           | %          | 19         | %          | 19         | %         | 19        | %         | 19        | %         | 19        | %         | 19        | %          | 19         | %          | 19         | %          | 19         |
| -------------------- | -------------------------- | ---------- | ---------- | ---------- | ---------- | --------- | --------- | --------- | --------- | --------- | --------- | --------- | --------- | ---------- | ---------- | ---------- | ---------- | ---------- | ---------- |
|                      | Nu Eendracht1 / Eendracht2 | -          |            | -          |            | 63,181    | 13        | 80,82     | 16        | 55,082    | 11        | 59,152    | 12        | 60,712     | 12         | 59,22      | 12         | 53,52      | 10         |
|                      | Focus8720                  | -          |            | -          |            | -         |           | -         |           | -         |           | -         |           | 39,29      | 7          | 40,8       | 7          | 46,5       | 9          |
|                      | STAP4                      | -          |            | -          |            | -         |           | -         |           | 44,92     | 8         | 40,85     | 7         | -          |            | -          |            | -          |            |
|                      | BOEM                       | -          |            | -          |            | -         |           | 19,2      | 3         | -         |           | -         |           | -          |            | -          |            | -          |            |
|                      | A-N                        | -          |            | -          |            | 9,86      | 1         | -         |           | -         |           | -         |           | -          |            | -          |            | -          |            |
|                      | Groep 821 / Groep 20002    | -          |            | 56,261     | 11         | 26,962    | 5         | -         |           | -         |           | -         |           | -          |            | -          |            | -          |            |
|                      | CVP                        | -          |            | 43,74      | 8          | -         |           | -         |           | -         |           | -         |           | -          |            | -          |            | -          |            |
|                      | DNT                        | 28,5       | 5          | -          |            | -         |           | -         |           | -         |           | -         |           | -          |            | -          |            | -          |            |
|                      | VB                         | 41,28      | 8          | -          |            | -         |           | -         |           | -         |           | -         |           | -          |            | -          |            | -          |            |
|                      | VS                         | 30,22      | 6          | -          |            | -         |           | -         |           | -         |           | -         |           | -          |            | -          |            | -          |            |
| Totaal stemmen       | Totaal stemmen             | 5038       | 5038       | 5371       | 5371       | 5531      | 5531      | 5611      | 5611      | 5875      | 5875      | 6284      | 6284      | 6308       | 6308       | 6385       | 6385       | 5147       | 5147       |
| Opkomst %            | Opkomst %                  |            |            |            |            | 98,7      | 98,7      | 96,44     | 96,44     | 97        | 97        | 98,99     | 98,99     | 97,56      | 97,56      | 96,8       | 96,8       | 77,0       | 77,0       |
| Blanco en ongeldig % | Blanco en ongeldig %       | 1,03       | 1,03       | 1,71       | 1,71       | 2,3       | 2,3       | 3,44      | 3,44      | 4,82      | 4,82      | 3,52      | 3,52      | 4,30       | 4,30       | 4,5        | 4,5        | 1,3        | 1,3        |

De zetels van de gevormde meerderheid staan vetjes gedrukt. De grootste partij is in kleur.

## Trivia
Dentergemnaren worden ook weleens papeters genoemd, wat symbool staat voor levensgenieters. Om dit te symboliseren werd er in 2007 een bronzen beeld De papeters onthuld.

## Nabijgelegen kernen
Aarsele, De Ginste, Markegem, Oeselgem, Olsene, Gottem, Wontergem